# Lars Johansson (redare)

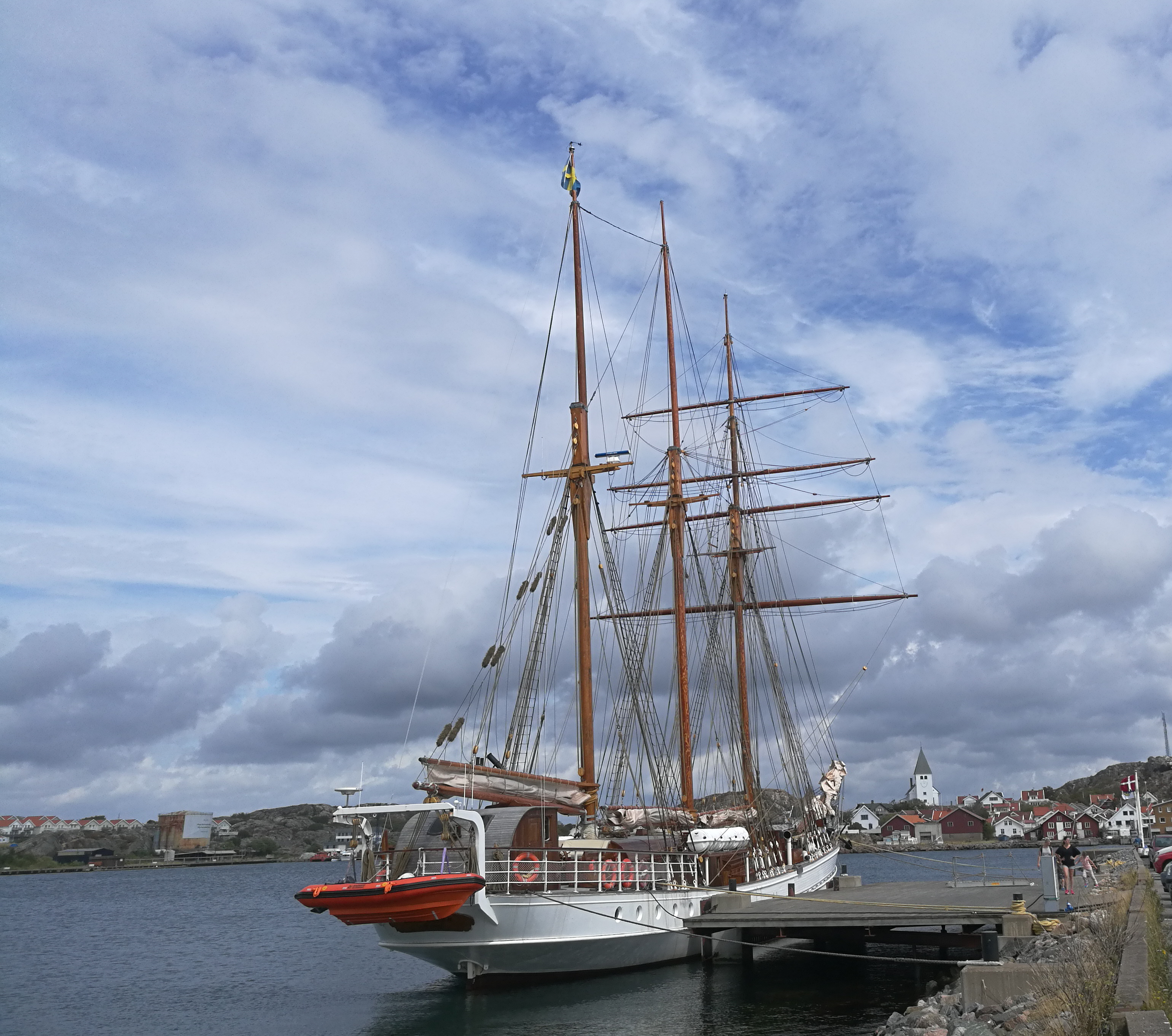
Lady Ellen i Skärhamn 2017, byggd 1980–1982 för Lars Johansson och hans son Lars-Erik Johansson.

Lars Georg Johansson, född 15 maj 1923 i Skärhamn i Stenkyrka församling, Tjörns kommun, död 31 augusti 2001 på samma plats, var en svensk redare och varvsindustriägare.
Lars Johansson, som var son till köpmannen Mandus Johansson och bror till Vilgot Johansson, växte upp i Skärhamn på Tjörn. Hans far hade kontrakt med Shell om bränsledistribution från Prosteviken i Skärhamn. Lars Johansson, med smeknamnet Olje-Lars, skötte redan som femtonåring bränsleförsäljning med båt. Han seglade 1940-1943 på skutor i trafik på Tyskland och Norge, på Östersjön och på Göta älv.
Bröderna Lars och Vilgot Johansson återstartade efter andra världskriget verksamheten med bunkerbåten Hero och köpte i ett partrederi 1951 den första egna båten, den lilla kusttankern Ängö. Tillsammans med brodern Vilgot byggde han så småningom upp ett komplicerat organiserat företagsimperium med bas i Skärhamn på Tjörn. Johanssongruppen stod på sin höjdpunkt under 1970-talet, då den som mest hade över 3 000 anställda.
Lars Johansson och Vilgot Johansson gick 1979, i samband med krisen i deras varvsbolag, i personlig borgen för lån från staten. Ett antal av Johanssongruppens företag gick i konkurs 1982, och Lars Johansson gick i personlig konkurs. Avvecklingen av Johanssongruppen blev komplicerad och först i slutet av 1980-talet kunde merparten av konkurserna avslutas. Lars Johansson gjorde upp om en avbetalningsplan med staten.
Lars Johansson var gift med Brita Johansson och far till bland andra båtkonstruktören Lars-Erik Johansson (född 1956).